# 1139 Atami
1139 Atami este o planetă minoră (asteroid), cu un diametru de , din Mars-crossing asteroid[*]. A fost descoperită pe 1 decembrie 1929 la Tokyo Astronomical Observatory (before 1938)⁠(d) de Okuro Oikawa și a fost numită după Atami. 
Obiectul prezintă o orbită caracterizată de o semiaxă mare de 1,9472842 UAi, o excentricitate de 0,26, o înclinație de 13,08601 ° în raport cu ecliptica.